# Rigter!Live
Rigter!Live is de naam van een eendaags popfestival dat van 2005 tot en met 2014 jaarlijks werd georganiseerd door de Stichting Rigter!. Het festival werd georganiseerd uit naam van radiomaker Wim Rigter, en ter inzameling van fondsen voor onderzoek naar kankerbestrijding.

## Formule
Om zo veel mogelijk geld in te zamelen voor kankerbestrijding traden de artiesten belangeloos op, en werkte de stichting met veel vrijwilligers en sponsoren. Over het algemeen spelen artiesten twee nummers uit het eigen repertoire en één zogenaamde Arbeidsvitaminenklassieker. Dit laatste enerzijds omdat Wim Rigter jarenlang Arbeidsvitaminen presenteerde, anderzijds om de herkenbaarheid  van het gespeelde bij het publiek te verhogen.

## Editie 2005
De eerste editie van Rigter!Live vond plaats op 14 november 2005 in Patronaat (Haarlem). Hier traden op: 
Kane, DI-RECT, Acda en De Munnik, Relax, Van Dik Hout, Jacqueline Govaert (Krezip), Xander de Buisonjé, Racoon en Alderliefste. De presentatie was in handen van Manuëla Kemp en Giel Beelen. Het evenement heeft €35.000,- opgeleverd en is voor onderzoek uitgezet bij het Koningin Wilhelmina Fonds.

## Editie 2006
Tijdens de tweede editie, op 13 november 2006 en weer in Patronaat (Haarlem), traden op:
I.O.S., the Sheer, Stevie Ann, Monique Klemann, Skik, Beau van Erven Dorens, Acda en De Munnik, Van Dik Hout en Racoon. De presentatie was wederom in handen van Manuëla Kemp en Giel Beelen. Ook deze editie leverde €35.000,- op voor onderzoek naar kankerbestrijding door het KWF.

## Editie 2007
De derde editie vond plaats op 12 november 2007, weer in Patronaat (Haarlem). Daar traden op: Ilse DeLange, Guus Meeuwis, Racoon, Alain Clark, George Baker, Jeroen van der Boom, Van Dik Hout, VanVelzen en Krezip. De opbrengst was € 45.000. Dit gehele bedrag is weer ten goede gekomen aan KWF Kankerbestrijding

## Editie 2008
De vierde editie vond plaats op 10 november 2008. In de Patronaat (Haarlem) traden op: Guus Meeuwis, Leaf, Acda en De Munnik, Alain Clark, Room Eleven, Van Dik Hout, Miss Montreal, Voicst, Racoon, Novastar en Rob de Nijs met presentatoren Viggo Waas en Peter Heerschop.

## Editie 2009
De vijfde editie vond plaats op 9 november 2009. In de Patronaat (Haarlem) traden op: Miss Montreal, Acda en De Munnik, VanVelzen, Ilse DeLange, Giovanca, Bertolf, Moke, Lee Towers, Giel & Gerard en Gotcha! met presentatoren Viggo Waas en Peter Heerschop.